# 先野久美子
先野 久美子（さきの くみこ、現姓大山（おおやま）、1975年9月23日 - ）は、日本の元女子バレーボール選手。

## 来歴
山口県豊浦郡豊北町（現下関市）出身。小学校4年生の時バレーボールを始める。中学時代はさわやか杯（現・JOCカップ）に2年連続選出される。三田尻女子高校（現・誠英高校）では春高バレー・インターハイに出場した。
1994年、ダイエーに入社。内定選手時に日本リーグ出場を果たしていたが、入社後の招待試合で膝を痛め、その後5シーズン近くケガとの戦いが続いた。2000年、第6回Vリーグでスパイク賞を受賞。2002年、第8回Vリーグで久光初のリーグ優勝に貢献し、最高殊勲選手賞を獲得。2007年、 2006-07プレミアリーグにおいて5年ぶりのリーグ優勝に貢献、2度目の最高殊勲選手賞を獲得した。
2008年4月、Vリーグ出場試合が250試合となり、『Vリーグ特別表彰制度』の長期活躍選手として特別表彰された。
1997年全日本代表初選出。以降2000年、2007年に選出され、2007年ワールドグランプリで国際大会デビューした。
2011年6月、久光を勇退。

## プレースタイル
小学生時代から長身であり、エースを任されることが多かったため二段トスなども器用に打ちこなすことができる。高校からはミドルブロッカーとなり、高い打点（高卒当時の最高到達点315cm）から相手のフロントコートに突き刺すスパイクを武器に活躍。非常に滞空時間が長く、同時に跳んだ相手のブロッカーが落ちる間際にコースを変えて打つことができる稀有な選手である。クイックに入るタイミングが通常よりも遅く、一人時間差のようなずれを生じ、フリーで打つことが少なくない。
また、本人曰く二段トスを上げるのが得意であり、前衛にいる時はオープントスを上げる機会が多い。
膝を痛めてから、レシーブの体勢をとるのが困難になったが、コーチとのトレーニングの中で膝に負担のかからないレシーブの仕方を身につけた。ただしリベロ制度導入となってからはほとんどレシーブの機会はない。

## エピソード
- 1994年、ダイエー入社後にタイに遠征に行った際、試合での活躍とそのルックスから現地で人気が出て、ブロマイドが売られるほどのフィーバーとなった。（鶴田桂子談）
- 非常に明るく、ノリがいい性格であり、試合中もコート内で味方選手を笑わせようと喋っている。
- 人見知りでもあり、日本代表合宿では本来の力を出せないという。そのため、葛和伸元監督は「なぜ代表でもできないんだ」ともどかしく感じていたが、先野にとっては代表で無理をするより、故障中も支えてくれた久光のために長くプレーで貢献したいと考えていた。
- 2005年5月1日、第54回黒鷲旗全日本選手権大会予選ラウンド2日目の東北福祉大学戦において、第2セットでは1人でサーブを打ち続けて25-0の零封に貢献した[4]。

## 球歴
- 全日本代表　-1997年、2000年、2007年

## 所属チーム
- 三田尻女子高等学校（現・誠英高等学校）
- ダイエー/オレンジアタッカーズ（1994-2000年）
- 久光製薬スプリングアタッカーズ/久光製薬スプリングス（2000-2011年）

## 受賞歴
- 2000年 - 第6回Vリーグ スパイク賞、ベスト6
- 2002年 - 第8回Vリーグ 最高殊勲選手賞、ベスト6
- 2005年 - 第11回Vリーグ スパイク賞、ベスト6
- 2007年 - 2006/07プレミアリーグ 最高殊勲選手賞、ベスト6、Vリーグ日本記録賞（スパイク賞）[5]
- 2008年 - 2007/08プレミアリーグ Vリーグ栄誉賞

## 個人成績
1999年からのVリーグ及びVプレミアリーグレギュラーラウンドにおける個人成績は下記の通り。
| シーズン  | 所属                   | 出場 | 出場   | アタック | アタック | アタック | アタック | ブロック | ブロック | サーブ | サーブ | サーブ | サーブ | レセプション | レセプション | 総得点 | 備考 |
| --------- | ---------------------- | ---- | ------ | -------- | -------- | -------- | -------- | -------- | -------- | ------ | ------ | ------ | ------ | ------------ | ------------ | ------ | ---- |
| シーズン  | 所属                   | 試合 | セット | 打数     | 得点     | 決定率   | 効果率   | 決定     | /set     | 打数   | エース | 得点率 | 効果率 | 受数         | 成功率       | 総得点 | 備考 |
| 1999/2000 | オレンジアタッカーズ   | 18   | 71     | 414      | 221      | 53.4%    | %        | 51       | 0.72     | 284    | 9      | 3.17%  | 8.1%   | 99           | 66.7%        | 281    |      |
| 2000/01   | スプリングアタッカーズ | 18   | 68     | 391      | 191      | 48.8%    | %        | 46       | 0.68     | 206    | 5      | 2.43%  | 5.8%   | 23           | 78.3%        | 242    |      |
| 2001/02   | 久光製薬               | 16   | 62     | 369      | 178      | 48.2%    | %        | 61       | 0.98     | 200    | 4      | 2.00%  | 6.2%   | 12           | 91.7%        | 243    |      |
| 2002/03   | 久光製薬               | 21   | 78     | 468      | 192      | 41.0%    | %        | 56       | 0.72     | 252    | 2      | 0.79%  | 5.4%   | 33           | 84.8%        | 250    |      |
| 2003/04   | 久光製薬               | 18   | 74     | 414      | 178      | 43.0%    | %        | 45       | 0.61     | 190    | 4      | 2.11%  | 8.9%   | 10           | 100.0%       | 227    |      |
| 2004/05   | 久光製薬               | 27   | 104    | 571      | 280      | 49.0%    | %        | 72       | 0.69     | 288    | 4      | 1.39%  | 6.1%   | 14           | 78.6%        | 356    |      |
| 2005/06   | 久光製薬               | 27   | 100    | 394      | 194      | 49.2%    | %        | 53       | 0.53     | 371    | 9      | 2.43%  | 8.7%   | 19           | 73.7%        | 256    |      |
| 2006/07   | 久光製薬               | 24   | 89     | 574      | 274      | 47.7%    | %        | 43       | 0.48     | 268    | 3      | 1.12%  | 5.3%   | 66           | 84.8%        | 320    |      |
| 2007/08   | 久光製薬               | 25   | 104    | 547      | 253      | 46.3%    | %        | 62       | 0.60     | 360    | 11     | 3.06%  | 10.4%  | 6            | 66.7%        | 326    |      |
| 2008/09   | 久光製薬               | 27   | 69     | 283      | 104      | 36.7%    | %        | 25       | 0.36     | 151    | 1      | 0.66%  | 7.6%   | 17           | 82.4%        | 130    |      |
| 2009/10   | 久光製薬               | 27   | 94     | 315      | 142      | 45.1%    | %        | 26       | 0.28     | 314    | 10     | 3.18%  | 10.9%  | 8            | 50.0%        | 178    |      |
| 2010/11   | 久光製薬               | 26   | 43     | 115      | 52       | 45.2%    | %        | 17       | 0.40     | 147    | 1      | 0.68%  | 6.5%   | 2            | 50.0%        | 70     |      |
| 通算      | 通算                   | 274  | 956    | 4855     | 2259     | 46.5%    | %        | 557      | 0.58     | 3031   | 63     | 2.08%  | 7.7%   | 309          | 76.7%        | 2879   |      |

| 太字 | はタイトル獲得 |